# Листопад
Вижте пояснителната страница за други значения на Листопад.
Листопадът е сезонно природно явление, изразяващо се в окапване на листата при листопадните растения. Впоследствие остарелите листа се заменят с млади.
Листопад е и името на месец ноември в редица славянски езици, поради това че е явлението е характерно за това време на годината. В полския, силезийския и чешкия е listopad, в украинския е листопад, а в беларуския – лістапад.

## Функции
Листопадът е защитна реакция на листопадните растения за преодоляване на ниските зимни температури и високи летни. През зимата силно изстудената (понякога замръзнала) почва не им осигурява необходимия достъп до вода и минерални соли, а през лятото подобно влияние имат дългите засушавания. Окапването на листата намалява повърхността на изпарение, а оскъдната вода се насочва към пъпките. Чрез листопада дърветата се освобождават също и от натрупаните в клетките на старите листа непотребни вещества.